# Френд (альпінізм)

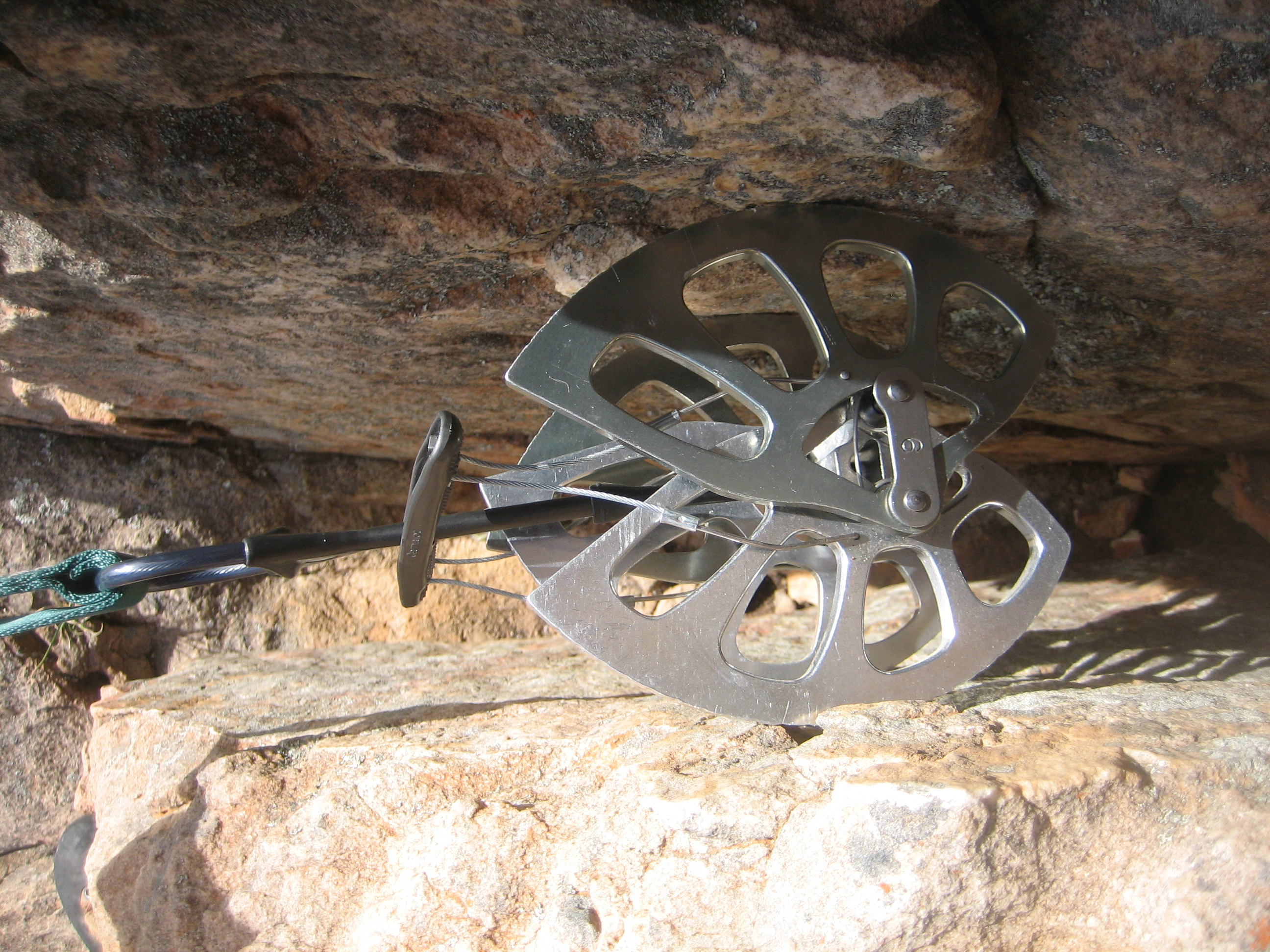
Френд типу Camalot

Схема дії френдів

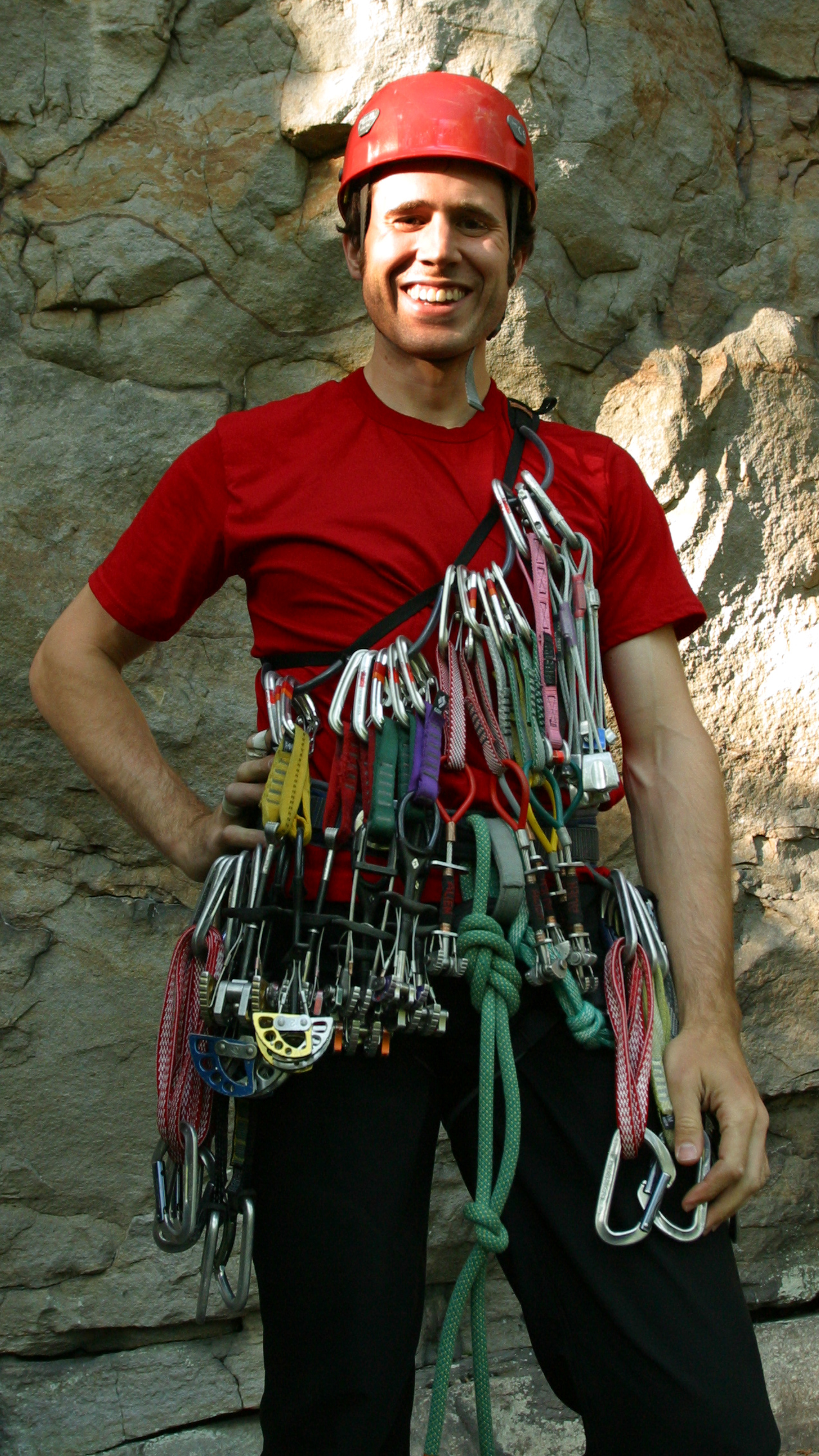
Альпініст, обвішаний френдами

Френд (англ. cam) —  страхувальне пристосування, використовуване в альпінізмі для організації страховки в щілинах і тріщинах. Складається з міцного стержня (частково гнучкого), до якого на осі кріпляться рухливі кулачки (ексцентрики); кільця для страхувальної петлі, і тросика — для стиснення кулачків. За допомогою тросика можна змінювати діапазон розкриття кулачків френда. Це дає можливість використовувати френд в щілинах різних розмірів. Для установки френда необхідно потягнути за тросик — при цьому кулачки стиснуться і ширина френда стане мінімальною. Після того, як френд буде вставлений в щілину — необхідно відпустити трос: кулачки під дією пружини частково розкриються і френд застопориться в щілини. Оптимальний розмір щілини — при якому кулачки розкриваються приблизно наполовину. Не можна встановлювати френд в щілинах, де кулачки розкриваються повністю або не розкриваються взагалі.
Френди не можуть гарантувати утримання при сильному ривку під час зриву, особливо якщо ривок відбувається в напрямі «з щілини». У цьому плані вони поступаються гакам, однак френди набагато швидше і зручніше встановлювати і знімати.
Різновидом френдів є камалоти (англ. camalot) — двовісні френди, які покривають більш широкий діапазон щілин. Camalot — це торгова марка Black Diamond. 
Через свою складну (порівняно із закладками й гаками) конструкцію, френди досить дорогі (до 100 USD / шт).
Френди можна побачити в деяких фільмах на  альпіністську тематику. Так, наприклад, у фільмі «Вертикальна межа» на самому початку фільму у групи скелелазів в критичний момент відмовляють два з трьох френдів. До цих подій треба ставитися скептично — ймовірність відмови френда під навантаженням є, але то що група з трьох досвідчених альпіністів довіряє свої життя трьом френдам, вставленим рядком в одну щілину — у досвідчених альпіністів викликає іронічну посмішку, як і сам фільм.
Перше такий пристрій було запатентовано під назвою «Френд». Надалі з'явилися більш «просунуті» варіації на цю тему.
Точка — елемент організації системи  страховки, який служить для страховки лідера зв'язки, за допомогою установки в рельєф закладних елементів і проклацування в  мотузку між ним і страхуючим. Добре закладена «точка» здатна витримати силу ривка при падінні лідера зв'язки. Точку слід закладати з урахуванням напряму навантаження при ривку. Точки, закладені нижче по мотузці, не повинні випадати при зіткненні мотузки з точкою при русі лідера зв'язки. Френди менш надійні ніж звичайні заставні елементи і вимагають більш уважної установки.
При розташуванні френда всередині щілини потрібно намагатися, щоб трос френда максимально збігався з напрямком передбачуваного ривка. Це пов'язано з тим, що в іншому випадку френд при ривку може просто висмикнутися з щілини.

## Ресурси Інтернету
- Використання френдів
- Elastic Model of SLCD Holding Power
- Duke SLCD Research
- Wild Country Downloads
- Vaino V. Kodas Cam Page